# Pseudosasa japonica
Espèce
Pseudosasa japonica, le bambou flèche ou bambou métaké, est une espèce de plantes monocotylédones de la famille des Poaceae, sous-famille des Bambusoideae, originaire d'Extrême-Orient.

## Liste des variétés
Selon Tropicos (20 juin 2017) (Attention liste brute contenant possiblement des synonymes) :
- variété Pseudosasa japonica var. flavovariegata Makino
- variété Pseudosasa japonica var. purpurascens Nakai
- variété Pseudosasa japonica var. tsutsumiana Yanagita
- variété Pseudosasa japonica var. usawai (Hayata) Muroi
- variété Pseudosasa japonica var. variegata J. Houz. ex Camus